# Passivum
Passivum (passiv diates, passiv form) är en morfologisk diates (ibland kallat verbgenus), det vill säga en böjningsform hos verb som markerar subjektets roll i satsen. Passivum markerar att subjektet är föremålet för handlingen i satsen, till skillnad från exempelvis aktivum, där subjektet utgör den handlande.
I svenskan markeras passivum antingen medelst ändelsen -s, vilken dock även kan ha andra funktioner (se deponens) eller genom omskrivning med former av hjälpverben att bli eller att vara tillsammans med perfekt particip av huvudverbet.
Exempel
- Katten jagas av räven.
- Katten blir jagad av räven.
- Katten är jagad.

I båda fallen är "Katten" subjektet i meningen, men inte "den som handlar" (agenten), utan "föremålet för handlingen". Däremot: är subjektet "katten" "den som handlar" i meningen "Katten jagar räven".
Passivformerna har olika betydelse i exempelfraserna huset blir byggt och huset är byggt, där det senare exemplet betecknar en avslutad process som har skett.